# Milovan Gavazzi
Milovan Gavazzi, hrvaški etnolog, predavatelj in akademik, * 18. marec 1895, † 20. januar 1992.
Gavazzi je deloval kot redni profesor za etnologijo na Filozofski fakulteti v Zagrebu in bil dopisni član Slovenske akademije znanosti in umetnosti (od 25. marca 1976).